# توم شامبرلين
توم شامبرلين (بالإنجليزية: Tom Chamberlain)‏ هو لاعب كرة قدم بريطاني، ولد في 23 مايو 1996 في سكاربورو في المملكة المتحدة. لعب مع نادي يورك سيتي.

## وصلات خارجية
- توم شامبرلين على موقع قاعدة بيانات كرة القدم.إي يو (الإنجليزية)
- توم شامبرلين على موقع Soccerbase.com (لاعب) (الإنجليزية)